# Amphisbaena polygrammica
Espèce
Statut de conservation UICN

 DD  : Données insuffisantes
Amphisbaena polygrammica est une espèce d'amphisbènes de la famille des Amphisbaenidae.

## Répartition
Cette espèce est endémique du Pérou.

## Publication originale
- Werner, 1901 : Reptilien und Batrachier aus Peru und Bolivien. Abhandlungen und Berichte des Zoologischen und Anthropologisch-Ethnographischen Museums zu Dresden, vol. 9, no 2, p. 1-14 (texte intégral).